# Большой Бакал
Большой Бакал — река в России, протекает в Челябинской области. Устье реки находится в 7,6 км по левому берегу реки Малая Сатка. Длина реки составляет 18 км.

## Данные водного реестра
По данным государственного водного реестра России относится к Камскому бассейновому округу, водохозяйственный участок реки — Ай от истока и до устья, речной подбассейн реки — Белая. Речной бассейн реки — Кама.
Код объекта в государственном водном реестре — 10010201012111100021894.